# Sexy magica
Sexy magica è un singolo della cantautrice italiana Sarah Toscano (accreditata come Sarah), pubblicato il 30 aprile 2024 come quarto estratto dal secondo EP Sarah.

## Descrizione
Il brano, scritto dalla stessa cantautrice con Giampiero Gentile e Raffaele Esposito, in arte Lele, è prodotto dai Room9, gruppo composto da Gabriel Rossi, in arte Kende, Lorenzo Santarelli e Marco Salvaderi.

## Promozione
Il brano è stato presentato in anteprima nel corso della ventitreesima edizione del talent show Amici di Maria De Filippi.

## Video musicale
Il video musicale, diretto da Byron Rosero, è stato pubblicato il 4 giugno 2024 attraverso il canale YouTube della cantautrice.

## Tracce
Testi di Sarah Toscano, Giampiero Gentile e Raffaele Esposito, musiche di Giampiero Gentile e Raffaele Esposito.
1. Sexy magica – 2:39

## Formazione
- Sarah Toscano – voce
- Gabriel "Kende" Rossi – programmazione, produzione
- Lorenzo Santarelli – programmazione, produzione
- Marco Salvaderi – programmazione, produzione

## Classifiche
| Classifica (2024) | Posizione massima |
| ----------------- | ----------------- |
| Italia            | 83                |